# Luna E-8-5M No.412
Luna E-8-5M No.412, còn được gọi là Luna Ye-8-5M No.412, và đôi khi được NASA xác định là tàu vũ trụ Luna 1975A, là một tàu vũ trụ của Liên Xô bị mất trong một thất bại khi phóng lên vào năm 1975. Đây là tàu vũ trụ Luna E-8-5M nặng 5,300 kilôgam (11,700 lb), thứ hai trong số ba tàu vũ trụ được phóng. Nó được thiết kế để thực hiện hạ cánh mềm trên Mặt trăng, thu thập một mẫu đất của Mặt trăng và đưa nó trở lại Trái Đất.
Luna E-8-5M No.412 được phóng lên lúc 04:04:56 UTC ngày 16 tháng 10 năm 1975 trên đỉnh một tên lửa đẩy mang tên Proton-K 8K78K với sân khấu Blok D-1, bay từ Bãi 81/23 tại sân bay vũ trụ Baikonur. Giai đoạn Blok D trải qua thất bại của tua bin LOX và do đó tàu vũ trụ không đạt được quỹ đạo. Trước khi phát hành thông tin về sứ mệnh của mình, NASA đã xác định chính xác rằng đó là một nhiệm vụ mang về mẫu thử đất đá trên Mặt Trăng. Họ tin rằng nó được dự định hạ cánh trong Mare Crisium, đó là mục tiêu cho cả hai nhiệm vụ trước và sau; chúng đã hạ cánh chỉ cách nhau vài trăm mét. Kể từ khi phóng nó đã không thành công, và do vậy nó đã không được thừa nhận trong báo chí Liên Xô vào thời điểm đó.